# Jagniówka
Jagniówka est une localité polonaise de la gmina de Borzęcin, située dans le powiat de Brzesko en voïvodie de Petite-Pologne.